# Inveruno
Inveruno là một đô thị ở tỉnh Milano, vùng Lombardia của Italia, khoảng 25 km về phía tây Milano. 
Tại thời điểm ngày 31 tháng 12 năm 2004, đô thị này có dân số 8.377 và diện tích là 12,2 km².
Đô thị Inveruno gồm cácfrazione (subdivision) Furato.
Inveruno giáp các đô thị sau:Buscate, Busto Garolfo, Arconate, Casorezzo, Cuggiono, Ossona, Mesero.